# Quartier de Chaillot
Das Quartier de Chaillot ist das 64. der 80 Quartiers (Stadtviertel) von Paris im 16. Arrondissement.

Die Stadtviertel im 16. Arrondissement

## Lage
Der Verwaltungsbezirk im 16. Arrondissement von Paris wird von folgenden Straßen begrenzt:
- Südwesten: vom Jardins du Trocadéro über die Avenue Raymond Poincaré zum Place de la Porte Maillot
- Nordosten: Avenue de la Grande Armée zum Place Charles de Gaulle
- Osten: Avenue Marceau zur Pont de l’Alma
- Süden: Seineufer (Avenue de New York)

## Namensursprung
Hier lag einmal ein Dorf, das sich rund um eine Pfarrei entwickelt hatte und ein viel größeres Gebiet umfasste. Eine Kirche diesen Namens wurde zum ersten Mal als Ecclesia de Caleio in einer päpstlichen Bulle aus dem Jahr 1097 genannt.

## Geschichte
Die Geschichte einer Besiedlung des Hügels an der Seine beginnt schon im 6. Jahrhundert mit der Gründung einer römischen Villa, ehe dann im 11. Jahrhundert die Gründung von kirchlichen Einrichtungen begann und damit auch der Name zum ersten Mal erschien.

### Chaillot um 1550
Das Dorf Chaillot erscheint zum ersten Mal im 16. Jahrhundert auf dem Plan von Saint-Victor. Darauf kann man folgende Installationen erkennen:
- Grand égout: Der ehemalige Abwasserkanal (französisch égout) an der Grenze des Dorfes
- Tour seigneurale: Das herrschaftliche Haus, das sich an der Ecke der heutigen Rue de Chaillot und Avenue Marceau befindet und durch seinen großen quadratischen Turm gekennzeichnet ist, verschwand auf den Illustrationen des folgenden Jahrhunderts.
- Église St.Pierre: Der Glockenturm von Saint–Pierre mit einem nicht bekannten Schloss darüber.
- Grand Égout: Die Mündung des Abwasserkanals in die Seine bei einer Brücke des Weges am Fluss, der einmal zum Kai werden soll. Die Umgebung dieser Mündung ist leer von Bauten, bevor 1615 in der Nähe von Marie de Médicis ein Waisenhaus gegründet wurde, das dann eine Seifenfabrik und dann die königliche Wandteppichfabrik sein sollte.
- Colline de Chaillot: Der Hügel von Chaillot (am heutigen Place du Trocadéro) mit einigen Häusern. Eines dieser Gebäude wird 1583 von Catherine de Médici erworben, um dort ein Schloss einzurichten, das 1651 zum Couvent de la Visitation Sainte-Marie (deutsch Kloster der Heimsuchung Sainte-Marie) wird, das 1790 geschlossen wurde.
- Couvent des Minimes: Das Kloster der Minimes oder Bonshommes, dessen Bau erst 1493 begann.

### Renaissance: Königliche Residenz und aristokratischer Rückzugsort
1583 kaufte die französische Königin Caterina de’ Medici vom Kloster der Bonshommes eine ihrer Eremitagen in den heutigen Jardins du Tracadéro sowie das Land, das sich bis zur Vorderseite des heutigen Palais d’Iéna auf der Höhe der Rue Albert de Mun erstreckte. Zwischen der heutigen Rue Le Tasse und der Avenue Albert Ier de Monaco, ließ sie ein Schloss (Château de Chaillot) bauen, dass sie «Catherinemont» nannte. Von dem hatte sie allerdings nicht viel, denn sie starb ein Jahr nach Baubeginn (1588).

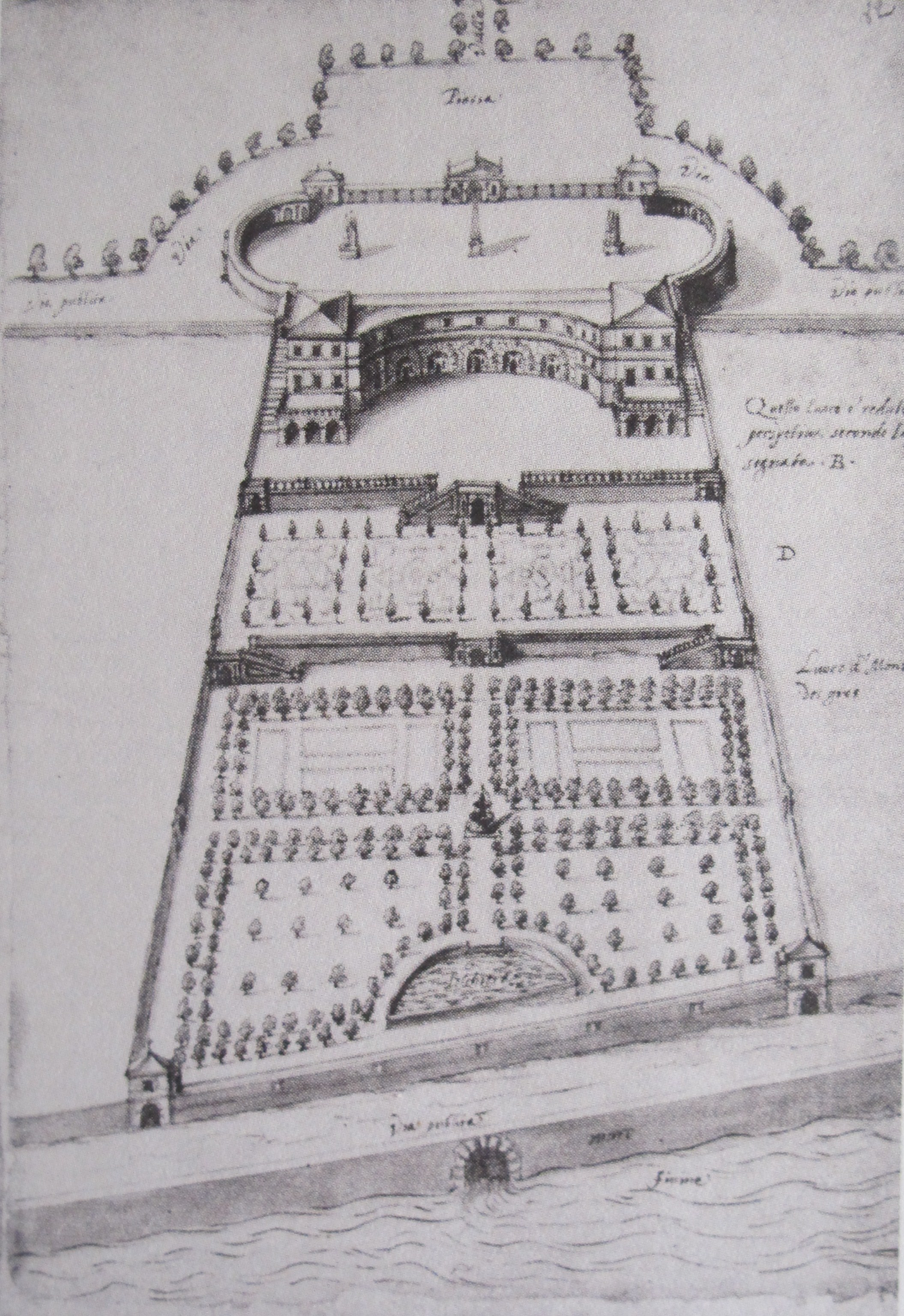
Catherinemont
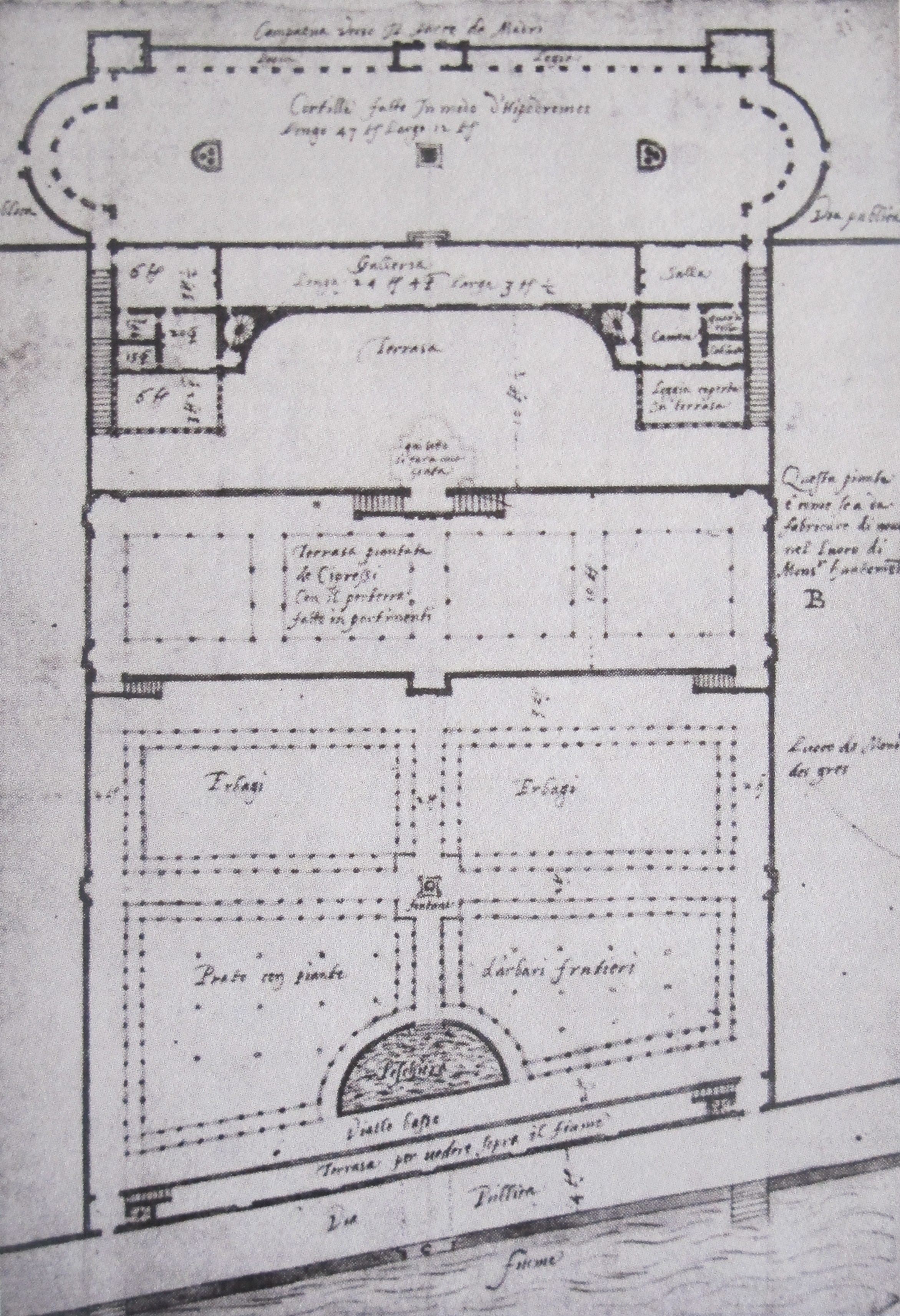
Das geplante Schloss

Im Sommer 1590, während der Belagerung von Paris, lebte Henri IV in Catherinemont. Nachdem das Edikt von Nantes verkündet und der Frieden hergestellt war, gab Heinrich IV. die Vollendung der Arbeiten auf und lehnte das Erbe von Catherinemont ab.

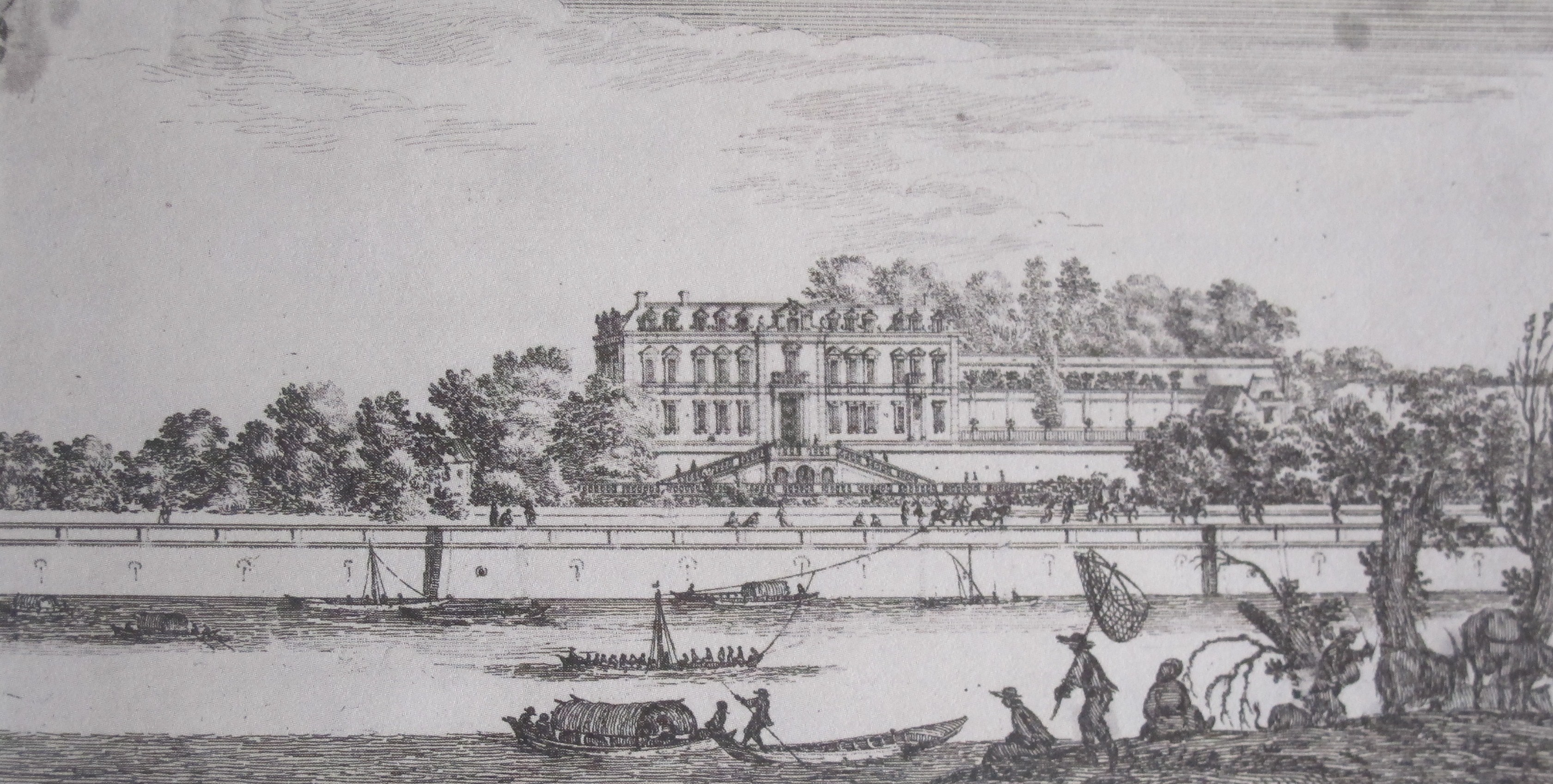
Das Schloss ein Jahrhundert nach der Erbauung von Dupérac und der Erweiterung im Auftrag von Jeannin und Bassompierre.

1629, während des Aufenthalts Ludwigs XIII. im Schloss Madrid, das auf der anderen Seite des Bois de Boulogne lag, bezog Richelieu das Schloss von Chaillot, das nicht mehr Catherinemont, sondern Schloss von Gramont hieß und das nun Residenz des jüngeren Bruders von François de Bassompierre war. Der Marschall wurde von Richelieu wegen seiner Teilnahme am Journée des dupes von 1631 bis 1643 in der Bastille eingesperrt. Während dieser Zeit diente der Palast der Nichte des Königs, Élisabeth de Bourbon (1614–1664), als Unterkunft und danach wieder Richelieu. 1633 verstarb François de Bassompierre und da er keine Erben hinterließ, wurde das Schloss von Tanneguy Le Veneur, Graf von Tillières, erworben.

### Palais de Chaillot
In der Folgezeit wechselte das Schloss (das ursprüngliche Catherinemont) mehrfach den Eigentümer und die Bestimmung. Zur Weltausstellung 1878 wurde es zum Palais du Trocadéro umgebaut. Erst zur Weltfachausstellung 1937 entstand das heutige Palais de Chaillot mit dem Musée de l’Homme und der Terrasse mit dem Blick auf Jardins du Trocadéro und Eiffelturm.

### Nach der Eingemeindung von 1860
Chaillot wurde als Folge der Haussmannschen Umgestaltung zusammen mit den ehemaligen Gemeinden Auteuil und Passy das 16. Arrondissement.
Sein Territorium entsprach ungefähr dem des ehemaligen Dorfes Chaillot zwischen dem alten Zollgebiet (Avenue Kléber) und der Avenue Marceau, die seit dem 17. Jahrhundert Teil von Paris ist und den südwestlichen Teil des alten ersten Arrondissement bildet, zusammen mit der östlichen Hälfte der Passy-Ebene, die zum Gebiet der Gemeinde Chaillot gehörte, bevor sie 1790 der Gemeinde Passy zugeteilt wurde.
Als Folge der Umgestaltung von Haussmann wurden die Hügel von Chaillot um 3 m abgetragen, was 1869 die Errichtung eines großen, sternförmigen Platzes erlaubte, von dem aus vier große Avenuen abzweigten: Avenue de l’Empereur, Avenue du Roi de Rome, Avenue de Malakoff und Avenue d’Iéna. Chaillot zählt, neben Passy und Auteuil, zu den Vororten, die anlässlich der Neugestaltung im Zweiten Kaiserreich die größten Veränderungen erfuhr; Bauten der alten Siedlung verschwanden fast vollständig.
Das Kaiserreich wurde als Folge des Deutsch-Französischen Kriegs von der Dritten Französischen Republik abgelöst. Mit deren Gründung bekam der Platz vor dem Palais de Chaillot 1876 den Namen «Trocadéro». Gleichzeitig bekamen die hier abgehenden Straßen außer der Avenue d’Eylau neue Namen.
1878 bekam der «Palais de l’exposition universelle de 1878» den Namen «Palais du Trocadéro».

## In der Literatur
- La Folle de Chaillot, ein satirisches Theaterstück von Jean Giraudoux
- Village de Chaillot. In: Antoine-François Prévost: Manon Lescaut. S. 72.[9]